# Комперия
Комперия (лат. Comperia) — род многолетних травянистых растений семейства Орхидные (Orchidaceae). 1 вид — комперия Компера, или крымская комперия (лат. Comperia comperiana).

## Ботаническое описание
Впервые описана управляющим имением в бухте Ласпи в Крыму К. Компером именем которого названа.
Многолетнее травянистое растение с листьями, сближенными в основании стебля. Цветки крупные, с 4 длинными (до 8 см) нитевидными придатками на лопастях губ.

## Распространение
Вид встречается в Турции, Ираке и Западном Иране, в западной части южного берега Крыма. Растёт в светлых лиственных (реже смешанных) лесах.  Декоративна. Ареал вида сокращается.